# Unterseeboot UB-35
Pour les articles homonymes, voir Unterseeboot 35.
Le SM UB-35 était un U-boot allemand de Type UB II en service dans la Kaiserliche Marine au cours de la Première Guerre mondiale.
Le U-boot fut commandé le 22 juillet 1915 et sa quille fut posée le 28 décembre 1915. Il est mis en service le 22 juin 1916.
Ce sous-marin a coulé 43 navires en 26 patrouilles avant d'être coulé dans la Manche, le 28 janvier 1918 par des grenades anti-sous-marines lancées par le navire britannique HMS Leven (en) à la position géographique 51° 03′ N, 1° 46′ E. 26 membres d'équipage décédèrent dans cette attaque, il y a deux survivants.

## Conception
Unterseeboot type UB II, l'UB-35 déplaçait 274 tonnes en surface et 303 tonnes en immersion. Il mesurait 36,90 mètres de longueur totale, avait un maître-bau de 4.37 m et un tirant d'eau de 3.69 m. Le sous-marin était propulsé par deux moteurs Diesel Benz six cylindres d'une puissance de 200 kW (270 ch) et de deux moteurs électriques Siemens-Schuckert produisant une puissance de 210 kW (280 ch). Le sous-marin pouvait accueillir 28 membres d'équipage et atteindre une profondeur de 50 mètres (160 pieds).
Le sous-marin avait une vitesse de 9,06 nœuds (16,78 km/h) en surface et de 5,71 nœuds (10,57 km/h) en plongée. Son rayon d'action était de 83 km à 4 nœuds en immersion, et de 7 030 milles marins (13 020 km) à 5 nœuds en surface.
L'UB-35 était équipé de deux tubes lance-torpilles de 50 centimètres, avec quatre torpilles, et d'un canon de pont de 88 mm Uk L/30.

## Commandement
- Oberleutnant zur See Rudolf Gebeschus du 22 juin 1916 au 26 septembre 1916
- Oberleutnant zur See Otto von Schrader du 27 septembre 1916 au 5 novembre 1916
- Kapitänleutnant Rudolf Gebeschus du 6 novembre 1916 au 19 avril 1917
- Oberleutnant zur See Karl Stöter du 20 avril 1917 au 26 janvier 1918

## Navires coulés
L'UB-35 a coulé 43 navires pour un total de 50 724 tonneaux au cours des 26 patrouilles qu'il effectua.
| Date              | Nom              | Nationalité     | Tonnage (GRT) | Fait      |
| ----------------- | ---------------- | --------------- | ------------- | --------- |
| 17 octobre 1916   | Sten             | Norvège         | 1 046         | Coulé     |
| 19 octobre 1916   | Cottica          | Norvège         | 320           | Coulé     |
| 19 octobre 1916   | Dido             | Norvège         | 333           | Coulé     |
| 19 octobre 1916   | Guldaas          | Norvège         | 636           | Coulé     |
| 20 octobre 1916   | Guldborg         | Danemark        | 1 569         | Coulé     |
| 20 octobre 1916   | Libra            | Danemark        | 174           | Coulé     |
| 21 octobre 1916   | Raftsund         | Norvège         | 937           | Coulé     |
| 27 octobre 1916   | Stemshest        | Norvège         | 811           | Coulé     |
| 5 février 1917    | Vestra           | Grande-Bretagne | 1 021         | Coulé     |
| 1er avril 1917    | Camilla          | Norvège         | 2 273         | Coulé     |
| 1er avril 1917    | Ester            | Danemark        | 1 210         | Coulé     |
| 2 avril 1917      | Lord Scarborough | Grande-Bretagne | 158           | Coulé     |
| 4 avril 1917      | GIbraltar        | Grande-Bretagne | 188           | Coulé     |
| 4 avril 1917      | Maggie Ross      | Grande-Bretagne | 183           | Coulé     |
| 6 avril 1917      | Kongshaug        | Norvège         | 380           | Coulé     |
| 6 avril 1917      | Lord Kitchener   | Grande-Bretagne | 158           | Coulé     |
| 6 avril 1917      | Recto            | Grande-Bretagne | 177           | Coulé     |
| 1er juin 1917     | Paposo           | Norvège         | 1 067         | Capturé   |
| 1er juin 1917     | Rigmor           | Danemark        | 161           | Capturé   |
| 1er juin 1917     | Viking           | Danemark        | 2 952         | Capturé   |
| 3 juin 1917       | Sara             | Danemark        | 1 573         | Capturé   |
| 22 juin 1917      | Breda            | Pays-Bas        | 257           | Endommagé |
| 11 aout 1917      | HMT Jay          | Grande-Bretagne | 144           | Coulé     |
| 6 septembre 1917  | Thisbe           | France          | 1 091         | Coulé     |
| 7 septembre 1917  | Haakon VII       | Norvège         | 2 175         | Coulé     |
| 8 septembre 1917  | Armorique        | France          | 144           | Coulé     |
| 8 septembre 1917  | Blanche          | France          | 160           | Coulé     |
| 8 septembre 1917  | Meeta            | Russie          | 144           | Coulé     |
| 27 septembre 1917 | Colbert          | France          | 385           | Endommagé |
| 28 septembre 1917 | Kildonan         | Grande-Bretagne | 2 118         | Coulé     |
| 4 octobre 1917    | Perseverance     | Grande-Bretagne | 30            | Coulé     |
| 31 octobre 1917   | Phare            | Grande-Bretagne | 1 282         | Coulé     |
| 2 novembre 1917   | Bur              | Suède           | 1 806         | Coulé     |
| 2 novembre 1917   | Jessie           | Grande-Bretagne | 332           | Coulé     |
| 4 novembre 1917   | Gimle            | Norvège         | 1 130         | Coulé     |
| 29 novembre 1917  | Bob              | Norvège         | 678           | Coulé     |
| 29 novembre 1917  | Haugastøl        | Norvège         | 2 118         | Coulé     |
| 1er décembre 1917 | Rion             | Grande-Bretagne | 50            | Coulé     |
| 3 décembre 1917   | Livonia          | Grande-Bretagne | 1 879         | Coulé     |
| 3 décembre 1917   | Wreathier        | Grande-Bretagne | 852           | Coulé     |
| 4 décembre 1917   | Eagle            | Grande-Bretagne | 182           | Coulé     |
| 4 décembre 1917   | Helge            | Suède           | 343           | Coulé     |
| 23 décembre 1917  | Hilda Lea        | Grande-Bretagne | 1 328         | Endommagé |
| 26 décembre 1917  | Skaala           | Norvège         | 1 129         | Coulé     |
| 31 décembre 1917  | Westville        | Grande-Bretagne | 3 207         | Coulé     |
| 20 janvier 1918   | Mechanician      | Grande-Bretagne | 9 044         | Coulé     |
| 22 janvier 1918   | Molina           | Norvège         | 1 122         | Coulé     |
| 22 janvier 1918   | Serrana          | Grande-Bretagne | 3 677         | Coulé     |